# Simone Consonni
Simone Consonni (* 12. September 1994 in Ponte San Pietro) ist ein  italienischer Radsportler. Er wurde Olympiasieger in der Mannschaftsverfolgung.

## Sportlicher Werdegang
Simone Consonni entstammt einer Radsportfamilie: Auch seine jüngere Schwester Chiara ist als Radsportlerin aktiv, ebenso seine Cousins. 2011 stand er bei den nationalen Bahnmeisterschaften der Junioren viermal auf dem Podium. Zwei Jahre später wurde er italienischer Meister der Elite im Omnium. 2014 gewann er mehrere Straßenrennen für Nachwuchsfahrer in Italien, darunter den Piccolo Giro d’Emilia und wurde Dritter der italienischen Meisterschaft im Omnium. 2015 gewann er unter anderem La Côte Picarde. Im Herbst dieses Jahres errang er bei den Straßenweltmeisterschaften im US-amerikanischen Richmond im Straßenrennen der U23 die Silbermedaille.
2016 wurde Consonni für die Teilnahme an den Olympischen Spielen in Rio de Janeiro nominiert, wo er mit Liam Bertazzo, Filippo Ganna und Francesco Lamon Rang sechs in der Mannschaftsverfolgung belegte. Im selben Jahr wurde er italienischer U23-Meister im Straßenrennen. Ebenfalls 2016 errang er mit Ganna, Francesco Lamon und Michele Scartezzini bei den Europameisterschaften der Elite Silber Europameisterschaft in der Mannschaftsverfolgung, ebenso mit Ganna, Lamon und Davide Plebani bei den U23-Europameisterschaften. Zudem wurde er italienischer Meister im Omnium. 2017 errang Consonni weitere internationale Erfolge in der Mannschaftsverfolgung, wie etwa die Bronzemedaille bei den Weltmeisterschaften. 2018 belegte er bei den Bahnweltmeisterschaften Rang drei im Omnium. 2018 sowie 2019 gewann er mit Francesco Lamon das Sechstagerennen in Fiorenzuola d’Arda. 2020 wechselte Simone Consonni vom UAE Team Emirates zum Team Cofidis. Bei den Bahnradsport-Weltmeisterschaften 2020 in Berlin errang er zwei Medaillen: Silber im Scratch sowie mit Filippo Ganna, Francesco Lamon, Jonathan Milan und Michele Scartezzini in der Mannschaftsverfolgung.
2021 wurde Consonni sowohl Olympiasieger wie auch Weltmeister in der Mannschaftsverfolgung. Den Olympiasieg holten die italienischen Sportler mit dem neuen Weltrekord von 3:42,032 Minuten. Bei den Weltmeisterschaften im selben Jahr errang er mit Michele Scartezzini Silber im Zweier-Mannschaftsfahren. Mehrfach stand er bei großen Rundfahrten auf dem Podium.
Bei den Olympischen Spielen 2024 in Paris gewann Consonni die Silbermedaille im Madison sowie die Bronzemedaille in der Mannschaftsverfolgung.

## Erfolge

### Straße
2015
- Weltmeisterschaft (U23) – Straßenrennen
- La Côte Picarde

2016
- Trofeo Città di San Vendemiano
- Italienische Meisterschaft – Straßenrennen (U23)

2017
- Nachwuchswertung Drei Tage von De Panne

2018
- eine Etappe und Punktewertung Slowenien-Rundfahrt

2023
- eine Etappe Saudi Tour

### Bahn
2013
- Italienischer Meister – Omnium

2015
- Europameisterschaft – Ausscheidungsfahren

2016
- Europameisterschaft – Mannschaftsverfolgung (mit Filippo Ganna, Francesco Lamon und Michele Scartezzini)
- Europameisterschaft (U23) – Mannschaftsverfolgung (mit Filippo Ganna, Francesco Lamon und Davide Plebani)
- Italienischer Meister – Omnium

2017
- Weltmeisterschaft – Mannschaftsverfolgung (mit Liam Bertazzo, Filippo Ganna und Francesco Lamon)
- Weltcup in Pruszków – Mannschaftsverfolgung (mit Liam Bertazzo, Francesco Lamon und Filippo Ganna)
- Europameisterschaft – Mannschaftsverfolgung (mit Liam Bertazzo, Francesco Lamon, Filippo Ganna und Michele Scartezzini)

2018
- Weltmeisterschaft – Omnium, Mannschaftsverfolgung (mit  Liam Bertazzo, Francesco Lamon und Filippo Ganna)
- Sechstagerennen Fiorenzuola d’Arda (mit Francesco Lamon)

2019
- Sechstagerennen Fiorenzuola d’Arda (mit Francesco Lamon)
- Europameisterschaft – Mannschaftsverfolgung (mit Filippo Ganna, Francesco Lamon, Davide Plebani und Michele Scartezzini)
- Six Days of London (mit Elia Viviani)

2020
- Weltmeisterschaft – Scratch
- Weltmeisterschaft – Mannschaftsverfolgung (mit Filippo Ganna, Francesco Lamon, Jonathan Milan und Michele Scartezzini)

2021
- Olympiasieger – Mannschaftsverfolgung (mit Filippo Ganna, Francesco Lamon und Jonathan Milan)
- Weltmeister – Mannschaftsverfolgung (mit Filippo Ganna, Francesco Lamon, Liam Bertazzo und Jonathan Milan)
- Weltmeisterschaft – Zweier-Mannschaftsfahren (mit Michele Scartezzini)

2022
- Weltmeisterschaft – Mannschaftsverfolgung (mit Filippo Ganna, Francesco Lamon, Manlio Moro und Jonathan Milan)

2023
- Europameister – Punktefahren, Mannschaftsverfolgung (mit Filippo Ganna, Francesco Lamon, Manlio Moro und Jonathan Milan)
- Europameisterschaft – Omnium, Zweier-Mannschaftsfahren (mit Michele Scartezzini)
- Weltmeisterschaft – Mannschaftsverfolgung (mit Jonathan Milan, Manlio Moro, Francesco Lamon und Filippo Ganna)

2024
- Europameisterschaften – Mannschaftsverfolgung (mit Davide Boscaro, Francesco Lamon und Jonathan Milan)
- Weltmeisterschaft – Omnium
- Olympische Spiele – Madison
- Olympische Spiele – Mannschaftsverfolgung

## Grand-Tour-Platzierungen
| Grand Tour            | 2018 | 2019 | 2020 | 2021 | 2022 | 2023 | 2024 | 2025 |
| --------------------- | ---- | ---- | ---- | ---- | ---- | ---- | ---- | ---- |
| Giro d’ItaliaGiro     | –    | 131  | 115  | 110  | 121  | 111  | 123  | –    |
| Tour de FranceTour    | –    | –    | 112  | –    | –    | –    | –    | 160  |
| Vuelta a EspañaVuelta | 147  | –    | –    | –    | –    | –    | –    |      |